# The Neonai
The Neonai – piąty album studyjny grupy muzycznej Lake of Tears wydany w 2002 roku.

## Lista utworów
1. Intro – 1:11
2. Return of Ravens – 3:31
3. The Shadowshires – 4:09
4. Solitude – 5:26
5. Leave a Room – 4:12
6. Sorcerers – 3:51
7. Can Die No More – 3:44
8. Nathalie and the Fireflies – 3:31
9. Let Us Go as They Do – 4:20
10. Down the Nile – 4:24
11. Outro – 3:21